# 國政顧問團
國政顧問團，在台灣選舉史曾出現2次。一次由前中央研究院院長李遠哲於2000年總統大選期間組成，一次由前行政院院長張善政於2020年總統大選期間組成。雖然成立背景、目的、成員、角色功能多有不同，但均藉由提供予某總統候選人政策意見的行為向社會大眾展示他們對該總統候選人的支持，也藉此向該總統候選人表達一旦勝選應落實他們的政策理念的期望。

## 2000年國政顧問團（李遠哲召集）
2000年中華民國總統選舉投票日（2000年3月18日）前由一群台灣學界、企業界人士自發性組成的助選團體，支持當時的民主進步黨總統候選人陳水扁。共分兩批，第一批成員名單發表於2000年3月10日，第二批成員名單發表於2000年3月13日。
時任中央研究院院長李遠哲擔任國政顧問團首席顧問。其他成員包括：
- 學術界人士：中央研究院研究員蕭新煌、時任國立交通大學校長及中央研究院院士張俊彥、時任國立陽明大學校長及中央研究院院士曾志朗、時任國立中正大學校長鄭國順、時任國立藝術學院校長邱坤良、時任國立交通大學人文社會科學院院長陳其南。

- 企業家：張榮發、施振榮、殷琪、許文龍、高志明、林鐘雄、林信義

- 其他：時任中華民國國家安全會議諮詢委員陳必照、舞蹈家林懷民。

陳必照、張榮發、施振榮、殷琪、許文龍、蕭新煌為第1批成員，高志明、林鐘雄、林信義、張俊彥、曾志朗、鄭國順、邱坤良、陳其南、林懷民為第2批成員。
2000年4月13日，李遠哲宣布國政顧問團解散。

## 2020年國政顧問團（張善政召集）
2020年中華民國總統選舉投票日前5個月（2019年8月17日），中國國民黨總統候選人兼高雄市市長韓國瑜宣布其國政顧問團名單。該顧問團由無黨籍的前行政院院長張善政召集，橫跨經濟、外交、法律、科技等專業領域，用以協助韓國瑜規劃政見。國政顧問團籌組時宣布透過民意匯集網路平台「集智台灣」提供公民直接提案政策的管道，試圖嘗試讓國家政策產出體系不受意識形態、政黨利益、既得利益的干擾。顧問團成員則扮演公民與候選人連接的窗口，將公民所關心的事務轉化成具體的政見白皮書，期望用以實踐公民集智對話到政府政策擘劃的過程。 
成員名單
- 總召：前行政院院長張善政

- 副總召：前行政院副院長杜紫軍、前政務委員蔡玉玲、前內政部部長李鴻源

- 兩岸組：前陸委會副主委趙建民、前國安會秘書長蘇起、前國安會諮詢委員陳德昇、時任淡江大學兩岸關係研究中心主任張五岳、時任政治大學東亞所教授兼所長王信賢、前公投審議委員會主委朱新民、時任台灣大學政治系教授左正東、前國安會諮詢委員邱坤玄、前國安局局長蔡得勝。

- 外交組：前國安會副秘書長何思因、前中華民國駐紐西蘭大使介文汲、時任淡江大學國際事務與戰略研究所所長李大中、前外交部國外蹲點研究學者何思慎、時任政治大學東亞研究所名譽教授邱坤玄、前外交部政務次長章文樑、前立法委員陳一新、時任政治大學國際事務學院副院長黃奎博、前中華民國駐英國大使劉志攻、時任淡江大學兩岸關係研究中心主任張五岳、前國安會秘書長蘇起、前陸委會副主委黃介正。

- 警政治安與毒品防制組：前行政院人事行政總處人事長黃富源、時任內政部警政署退警會總會會長耿繼文、前中央警察大學行政警察學系主任葉毓蘭、前移民署署長謝立功、國立中正大學犯罪防治研究所教授林明傑、銘傳大學犯罪防治學系副教授范國勇。

- 國土規劃組：前環保署副署長邱文彥、前台北市政府副市長林建元、前台經院院長林建甫、高雄市政府交通局局長高俊峯、國立成功大學都市計畫學系主任張學聖、前內政部部長陳威仁、中華農企業發展協會秘書長戴安基、前移民署署長謝立功、國家文藝獎得主謝英俊。

- 退休安養組：東吳大學講座教授兼副校長董保城、公務人員退撫基金監理會委員李來希、軍公教聯盟黨創黨主席李延禧、國家政策研究基金會司法法制組召集人何展旭、前行政院人事行政總處人事長黃富源、新北市教育產業工會理事長黃耀南、前立法委員蔡璧煌。

- 勞動政策組：時任政治大學勞工研究所專任教授成之約、前新北市政府勞工局長高寶華、中華人事主管協會理事長王孝慈、前立法委員吳育仁、時任聯合報產業工會理事長徐國淦、國立中央大學法律與政府研究所副教授許雲翔、中華民國工業協進會秘書長張文龍、前勞工保險局局長羅五湖。

- 文化組：時任文化部北部流行音樂中心公共藝術計畫主持人白雅玲、台灣首位3D立體實拍導演曲全立、中華民國廣電節目製作商業同業公會理事長汪威江、前環保署副署長邱文彥、台灣電影文化產業協會理事長陳志寬、前文化總會秘書長蘇進強。

- 國防組：前空軍官校校長田在勱、前國防部副部長陳永康、前陸委會副主委黃介正。

- 經濟產業組：前國發會主委林祖嘉、前科技部部長徐爵民、亞太營運中心研究報告主筆人杜震華、前台灣經濟研究院院長林建甫。

- 財政金融組：前金管會主委曾銘宗、時任中華大學校長劉維琪、時任台北商業大學財稅系教授黃耀輝、前台灣經濟研究院院長林建甫、前行政院主計長韋伯韜、兆豐證券股份有限公司董事長劉大貝、前政務委員蔡玉玲。

- 農業組：前農委會主委陳保基、前農委會副主委沙志一、天使花園負責人陳宏志、青農盧紀燁、時任中華農企業發展協會秘書長戴安基、青農林家新、全國漁會總幹事林啟滄、全國農會總幹事張永成、前農糧署東區分署長曹紹徽。

- 科技與數位組：前科技部次長錢宗良、時任台灣大學電信工程學研究所教授鐘嘉德、前政務委員蔡玉玲、立法委員陳宜民、前科技部部長徐爵民。

- 能源組：前行政院副院長杜紫軍、前龍門發電廠（核四）廠長王伯輝、時任清華大學核子工程與科學研究所特聘教授李敏、核能流言終結者創辦人黃士修、前元智大學校長詹世弘、時任清華大學工程與系統科學系教授葉宗洸、前台大醫院副院長王明鉅、中經院研究員王京明、中央研究院生物醫學科學研究所副所長林文昌、前環保署署長魏國彥。

- 青年、創新創業政策組：時任台灣大學生物產業傳播暨發展學系副教授王淑美、時任立法委員許毓仁、時任中原大學產業學院院長熊震寰、前政務委員蔡玉玲、前科技部次長錢宗良。

- 憲政司法組：前司法院副院長蘇永欽、前法務部部長羅瑩雪、時任國家政策研究基金會司法法制組召集人何展旭、前立法委員高思博、東吳大學講座教授兼副校長董保城、前臺北市政府法規委員會主任委員葉慶元、前總統府人權保障諮詢委員會委員廖元豪。

- 廉能政府組：時任中山大學政治學研究所特聘教授廖達琪、前臺北市政府法規會主委葉慶元、公務人員退撫基金監理會委員李來希、國際透明組織會籍認證委員葛傳宇。

- 交通與公共建設組：前行政院工程委員會副主委李建中、前台灣高鐵董事長歐晉德、YouTuber-全民瘋車Bar頻道廖怡塵、前行政院國發會副主委林桓、高雄市政府交通局局長高俊峯、國立成功大學都市計畫學系主任張學聖、前中華民國結構技師全聯會理事長蔡榮根。

- 觀光組：時任中華美食技藝研究發展協會理事長梁幼祥、創新旅行社董事長李奇嶽、前環保署副署長邱文彥、台灣海峽兩岸旅行發展協會理事長姚大光、台灣國際觀光救援服務協會理事長許高慶、北投漾館飯店總經理張明琛、台灣海峽兩岸旅行發展協會秘書長張國榮、優質旅遊發展協會榮譽理事長黃成貴、花蓮縣旅館商業同業公會常務理事葉集偉、台中福華飯店董事長廖國宏、葉宿文旅執行長盧申威、中華民國租車業者品質保障協會理事長蕭明仁、霹靂布袋戲副總經理魏裕國。

- 環保與生態組：前環保署署長魏國彥、時任清華大學生命科學系教授李家維。

- 醫療與長照組：前台大醫院副院長王明鉅、前醫師公會全國聯合會秘書長蔡明忠、前衛生福利部次長李玉春、時任立法委員陳宜民、前高雄醫學大學附設醫院副院長鄭丞傑、台灣長照協會全國聯會前總顧問樊芳銘。

- 社會福利組：前政務委員馮燕、時任立法委員林麗嬋、前內政部移民署署長莫天虎、時任台灣大學社工系教授王麗容、時任台灣大學社工系教授古允文、時任中正大學社福系副教授吳明儒、時任台北大學社工系專任教授陳芬苓、前衛生福利部次長李玉春、台中市社會局長李允傑、內政部社會司社會福利諮詢委員李瑞金、亞洲大學社會工作學系副教授林哲瑩、國立暨南國際大學社會政策與社會工作學系副教授許雅惠、前立法委員楊玉欣、前移民署署長謝立功、前台北市社會局長薛承泰。

- 教育組：前教育部部長吳清基、前台北市立第一女子高級中學校長張碧娟、時任臺灣師範大學社會教育系兼任教授李明芬、時任臺灣師範大學特教系名譽教授吳武典、時任中華語文教育促進協會祕書長段心儀、前臺灣師範大學校長張國恩、時任宜蘭大學博雅學部教授陳復、時任實踐大學校長陳振貴、時任台灣大學名譽教授劉瑞生、國立嘉義大學應用歷史學系教授吳昆財、國立臺北教育大學教育經營與管理學系主任洪福財。

- 原住民組：前原民會主委林江義、時任桃園市議會議員簡志偉、林長振律師事務所律師林長振。

- 體育組：立法委員吳志揚、中華民國奧委會副主席陳士魁、亞東技術學院通識教育中心教授陳金盈、前立法委員黃志雄。

- 客家組：前客委會主委劉慶中、國立臺灣師範大學東亞學系榮退暨兼任教授潘朝陽、國立臺灣師範大學歷史學系教授邱榮裕、精鼎公關公司總經理凌子婷、客家事務委員會委員溫彩棠。